# Salmo cettii
Salmo cettii és una espècie de peix de la família dels salmònids i de l'ordre dels salmoniformes.

## Alimentació
Menja principalment insectes aquàtics.

## Hàbitat
Viu en zones d'aigües dolces subtropicals.

## Distribució geogràfica
Es troba a Europa: Còrsega, Sardenya, Sicília i sud de la Itàlia continental.